# 天狗七
羅盤座δ，又名CD-27 6072，HD 76483、SAO 176697、HR 3556，是羅盤座的一颗恒星，视星等为4.89，位于銀經252.25，銀緯11.21，其B1900.0坐标为赤經8h 51m 14.1s，赤緯-27° 11.21′ 49″。